# 弘文院
弘文院（こうぶんいん）は、平安時代初期の平安京に和気広世が建てたとされる施設。通説では和気氏の大学別曹として機能したとされているが、異論もある（後述）。早い時期に断絶した。

## 概要

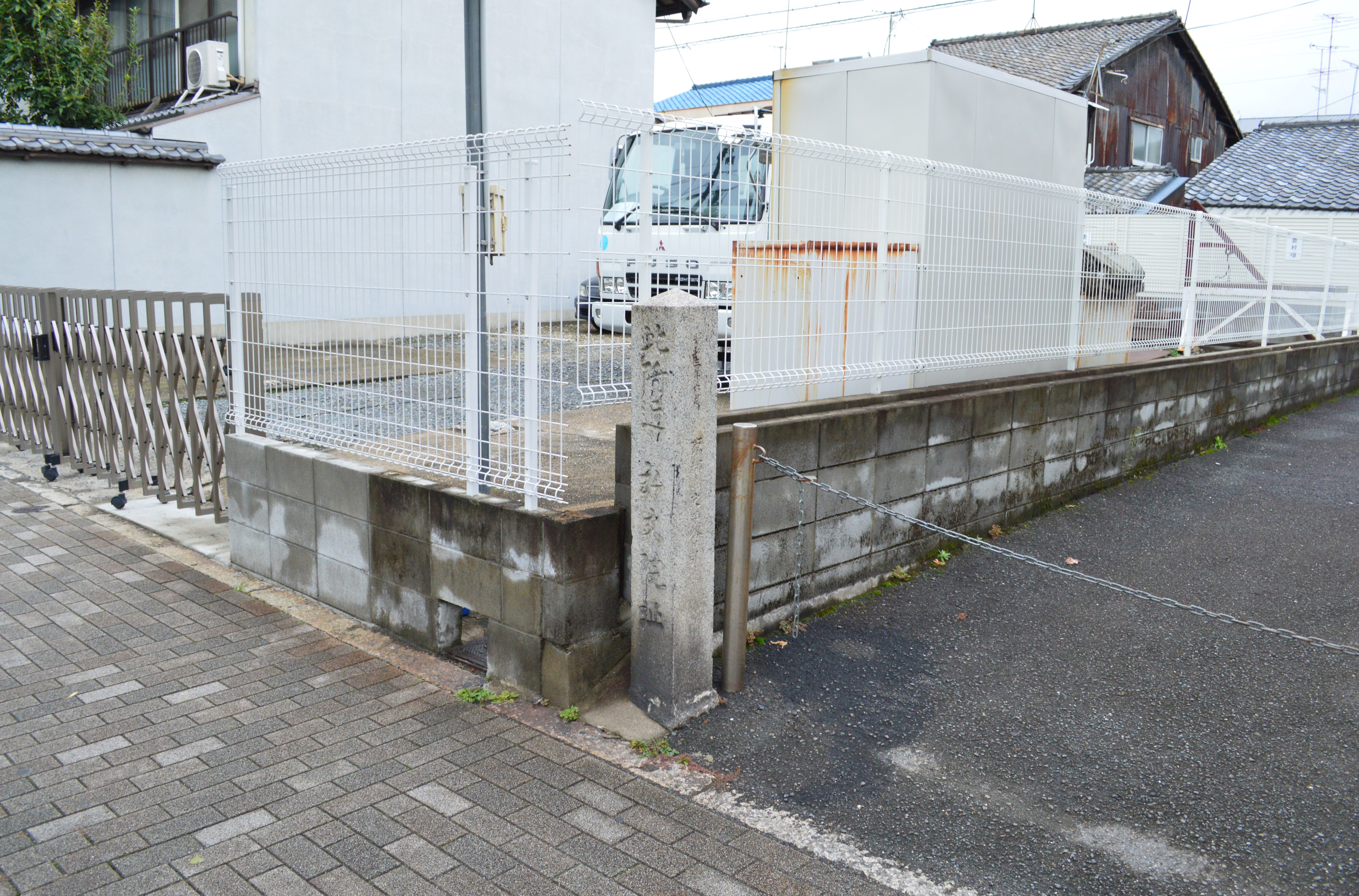
弘文院阯碑（京都市中京区西ノ京池ノ内町）

『日本後紀』にある広世の父・和気清麻呂の薨条（延暦18年2月乙未（21日）条）に、広世が式部少輔と大学別当（大学頭）を兼務し、父・清麻呂の遺志を継いで大学寮の南側にあった私邸を弘文院として内外の経書数千巻を集め、また墾田40町を寄付して学問料を支給したと記されている。弘文院設立の時期は『日本後紀』の散逸などにより不明であるが、広世に関する他の記事から延暦年間末期から大同年間初頭（大同元年は806年）の設立と推定されている。『日本後紀』に記された弘文院の役割は他の大学別曹の例と同様ではあるが、設立そのものが文章院や他の大学別曹に対して幾分か早くかつ記録がほとんど残されていないために、設立当初から後世の大学別曹と同じ目的を担っていたかについては不明である。
これについて、桃裕行は遅くても弘仁・承和年間に勧学院や学館院が創立されるに及んで、和気氏の大学別曹として確立したものと推測している。これに対して久木幸男は、「内外の経書」という記述に注目して「内外」を仏教書とそれ以外の書と解釈し、表向き仏教を排除している日本の大学寮の学生のための機関である大学別曹に仏教書を置くことの矛盾を指摘しており、弘文館を大学別曹ではなく芸亭などのような図書館であったと推測している。
ただし、和気氏そのものが広世の没後に振るわなかった事もあり、程なく衰微していったと考えられている。『続日本後紀』嘉祥元年7月丙戌（29日）条（848年8月31日）に平安京内で落雷があり破損した建物の中に弘文院が含まれていること、仁和元年（885年）に菅原道真が弘文院を訪問した時に詠んだとされる漢詩（「秋夜宿弘文院」）が『菅家文章』に残されていることから、少なくても弘文院設置から80年間は存在していたものと考えられている。だが、10世紀中期に書かれたと考えられている源高明の『西宮記』には弘文院は既に荒廃に帰している事が記されていることから、道真の時代からそれ程時間を置かずに廃絶したと考えられている。